# Ctenomys opimus
Туко-туко високогірний (Ctenomys opimus) — вид гризунів родини тукотукових.

## Поширення
Проживає на північному заході Аргентини, в південно-західній Болівії, південному Перу, північній частині Чилі, між 2500 і 5000 м над рівнем моря у Андському степу. Розподіл неоднорідний. Зустрічається як у первинних так і вторинних місцях проживання. Знаходиться на піщаних та кам'янистих ґрунтах.

## Опис
Передня поверхня різців яскрава оранжево-жовта. Гризуни чоловічої статі значно більші за жіночу. На від міну від інших чилійських Ctenomys Туко-туко високогірний має довге шовковисте хутро. Спина від світло-коричневого до буйволяче-сірого кольору; на животі й з боків хутро світліше, на голові темніше. Вагітність триває 120 днів, народжується в середньому 1,6 дитинчат. 

## Поведінка
Активність присмеркова і денна. Системи нір зазвичай складається з одного основного тунелю, від якого розходяться короткі бічні гілки кожні кілька метрів і включають в себе одну або кілька камер для зберігання рослинності чи камер для кубла. Тільки одна тварина живе у кожній системі нір. Нори розширюються по мірі того як поїдається рослинність і Ctenomys opimus виказує свою присутність шляхом видалення великих ділянок природної рослинності. Вони їдять коріння, стебла, листя більшості з присутніх там рослин. 